# Starship Troopers (Fernsehserie)
Starship Troopers (Alternativtitel: Starship Troopers Chronicles, Originaltitel: Roughnecks: The Starship Troopers Chronicles) ist eine US-amerikanische Animationsserie von 1999, basierend auf dem Roman Starship Troopers von Robert A. Heinlein. Produzenten waren Paul Verhoeven sowie Richard Raynis.
Die Serie greift viele Elemente von Paul Verhoevens Film Starship Troopers auf, beinhaltet aber wesentlich mehr Elemente aus dem Roman. Die kontroverse Politik aus dem Buch wird aber nicht behandelt.

## Produktion und Veröffentlichung
Bei der Produktion von Adelaide Productions führte Andre Clavel Regie. 40 Folgen waren für die Serie geplant. Es wurde mit drei Teams gearbeitet, die je drei Wochen Zeit hatten, um eine Folge fertigzustellen. Als die Produktion jedoch in Verzug kam, wurden nur 36 Folgen produziert. Die Serie wurde nie abgeschlossen und endet mitten im Handlungsbogen.
Die Erstausstrahlung erfolgte ab dem 30. August 1999 durch The Sci-Fi-Channel in den USA. Jede Woche wurden fünf Folgen ausgestrahlt. In Deutschland lief die Serie zunächst auf Premiere und wurde von 2001 bis 2003 auf sieben DVDs veröffentlicht. Die DVDs sind nach den jeweiligen Handlungsbögen geordnet.

## Synchronisation
| Rolle                      | englischer Sprecher | deutscher Sprecher |
| -------------------------- | ------------------- | ------------------ |
| Commander Marlow           | Thomas Wagner       | Norbert Gescher    |
| Cpl. Richard 'Doc' LaCroix | James Horan         | Tilo Schmitz       |
| Gen. Miriam Redwing        | Irene Bedard        | Andrea Aust        |
| Johnny Rico                | Rino Romano         | Peter Flechtner    |
| Lt. Carmen Ibanez          | Tish Hicks          | Gundi Eberhard     |
| Lt. Jean Razak             | Jaime Hanes         | Jan Spitzer        |
| Pvt. Carl Jenkins          | Rider Strong        | Hans Hohlbein      |